# Drosophila rubidifrons
Drosophila rubidifrons är en tvåvingeart som beskrevs av Patterson och Gordon Mainland 1944. Drosophila rubidifrons ingår i släktet Drosophila och familjen daggflugor.
Artens utbredningsområde är Mexiko.